# Neubau (bei Rockenhausen)
Neubau ist ein Wohnplatz ca. 5 km nördlich von Rockenhausen im Donnersbergkreis. Verwaltungstechnisch gehört der Wohnplatz zu drei verschiedenen Gemeinden, Ransweiler, Stahlberg und Bayerfeld-Steckweiler.

## Geschichte
Der Neubau geht ursprünglich auf ein Gasthaus zurück, das auf der heutigen Ransweilerer Seite steht. Wolfgang von Pfalz-Zweibrücken ordnete im 16. Jahrhundert den Neubau dieses Gasthauses an, es ist ca. zwischen 1560 und 1565 entstanden. Kellereirechnungen aus dieser Zeit berichten von einer Herberge „zum blauen Löwen zur Verschenkung von Wein erbaut“. Aufgrund der reichen Silbervorkommen im nahen Stahlberg war das Gasthaus sehr bedeutend und wurde von Großhändlern aus Frankfurt, Straßburg und Augsburg besucht. Mit dem Dreißigjährigen Krieg und dem damit verbundenen vorläufigen Ende des Bergbaus in Stahlberg endete vorerst die Geschichte des Gasthauses, das nun Bauern als Zufluchtsort diente. Im 18. Jahrhundert begann der Bergbau in Stahlberg erneut, und im Jahr 1767 erwarb schließlich die Familie Wasem das leerstehende Gasthaus, das sich bis heute in Familienbesitz befindet und seitdem ununterbrochen betrieben wird. Der Wohnplatz wuchs später vor allem auf Bayerfelder Seite um das Gasthaus herum.
Auf der Stahlberger Seite entstand 1830 ein Forsthaus als Sitz des örtlichen Revierförsters. Das Forsthaus befindet sich heute in Privatbesitz.

## Verkehr
Neubau wird von der Landesstraße 385 durchzogen, die Ransweiler mit Dielkirchen verbindet. In Neubau zweigt eine Stichstraße nach Stahlberg ab. Neubau verfügt über eine Bushaltestelle, die von den Linien 913 und 915 bedient wird.